# Zygogynum tanyostigma
Zygogynum tanyostigma är en tvåhjärtbladig växtart som beskrevs av W. Vink. Zygogynum tanyostigma ingår i släktet Zygogynum och familjen Winteraceae. Inga underarter finns listade.